# تیم دوچرخه‌سواری کلمه
تیم دوچرخه‌سواری کلمه (اسپانیایی: Kelme‎) یک تیم دوچرخه‌سواری در کشور اسپانیا بوده.
این تیم در سال ۱۹۸۰ تأسیس و در سال ۲۰۰۶ منحل شده‌است.

## افتخارات
- قهرمان بخش تیمی تور دو فرانس ۲۰۰۰، ۲۰۰۱
- قهرمان بخش تیمی جیرو دیتالیا ۱۹۹۷
- قهرمان بخش تیمی تور دوچرخه‌سواری ووئلتا اسپانیا ۱۹۸۲، ۱۹۸۹، ۱۹۹۷، ۲۰۰۰، ۲۰۰۲، ۲۰۰۴، ۲۰۰۵